# هاوارد وب
هاوارد ملتون وب (به انگلیسی: Howard Webb؛ متولد ۱۴ ژوئیه ۱۹۷۱) داوری اهل انگلستان می‌باشد.او داوری است که رقابت‌های جام باشگاه‌های اروپا، لیگ انگلیس، جام حذفی انگلیس و جام یوفا را سوت می‌زند. او به همراه شیمون مارسینیاک تنها داورانی هستند که در یک سال فینال دو رقابت مهم یعنی جام باشگاه‌های اروپا و جام جهانی را سوت زده‌اند.

## زندگی
او بعد از سیلویا و بیلی به دنیا آمد پدر او به مدت ۳۵ سال داور بود.

## داوری در باشگاهی

### جام تدارکاتی
او در تاریخ ۷ اوت ۲۰۰۵ بازی دو تیم چلسی و آرسنال را سوت زد که بازی ۲ بر ۱ به سود چلسی به پایان رسید.

### جام اف ای تروپی
او در این جام فینال را سوت زد در این بازی تیم گریس اتلتیک ۲ بر ۰ تیم ووکینگ را مغلوب خود ساخت.

### اولین بازی در جام باشگاه‌های اروپا
او در تاریخ ۲۶ سپتامبر ۲۰۰۶ بازی دو تیم لیون و استوا بخارست را سوت زد.

### فینال جام حذفی انگلستان ۲۰۰۷
او در تاریخ ۲۵ فوریه ۲۰۰۷ فینال جام حذفی را بین دو تیم آرسنال و چلسی را سوت زد که چلسی این بازی را ۲ بر ۱ به سود خود به پایان برد. هاوارد وب در این بازی از ۷ کارت زرد (چلسی: ۴ - آرسنال:۳) و ۳ کارت قرمز (چلسی: ۱ - آرسنال: ۲) استفاده کرد.

### فینال جام حذفی انگلستان ۲۰۰۹
او در سال ۲۰۰۹ بازی ۲ تیم چلسی و اورتون را سوت زد.

### فینال جام قهرمانان اروپا
| بایرن مونیخ      | ۰ – ۲ | اینتر میلان            |
| ---------------- | ----- | ---------------------- |
| دمیکیلیس ون بومل |       | Milito ۳۴'، ۷۰' · چیوو |

## بازی‌های جهانی

### اولین بازی بین‌المللی
او یک دیدار تدارکاتی بین ایرلند شمالی و پرتغال را سوت زد که بازی با نتیجه مساوی یک - یک به پایان رسید.

### جام جهانی زیر ۲۱ سال
- فرانسه با پرتغال
- اوکراین با ایتالیا
- اوکراین با صربستان

### جام جهانی زیر ۲۰ سال
- لهستان با برزیل
- مکزیک با پرتغال

### جام ملت‌های اروپا
- اتریش با لهستان
- اسپانیا با یونان

### جام کنفدراسیون‌ها
- برزیل با مصر

### جام جهانی ۲۰۱۰
او در جام جهانی ۲۰۱۰ بازی‌های:
- اسپانیا با سوییس
- ایتالیا با اسلواکی
- برزیل با شیلی را قضاوت کرد

| هلند | ۰ – ۱(وقت اضافه) | اسپانیا              |
| ---- | ---------------- | -------------------- |
|      | گزارش            | آندرس اینیستا ۹۰+۲۶' |

بازی پربرخورد که ۱۴ کارت زرد و یک کارت قرمز داشت.